# Yangel Herrera
Yangel Clemente Herrera Ravelo (La Guaira, 7 januari 1998) is een Venezolaans voetballer die doorgaans als middenvelder speelt. Hij verruilde Manchester City in juli 2023 voor Girona, dat hem het voorgaande seizoen al huurde. Herrera debuteerde in 2016 in het Venezolaans voetbalelftal.

## Carrière
Herrera debuteerde in 2014 in het betaald voetbal in het shirt van Monagas SC. Dat huurde hem op dat moment van Atlético Venezuela. Bij terugkeer speelde hij hiervoor 32 wedstrijden in de Primera División. Herrera verruilde Atlético Venezuela in februari 2017 voor Manchester City. Daarmee begon een jarenlang traject van de ene huurperiode na de andere. Manchester verhuurde hem direct na zijn komst voor twee jaar aan New York City, in januari 2019 voor een halfjaar aan Huesca en in juli 2019 voor twee jaar aan Granada. Herrera plaatste zich in 2019/20 met Granada voor het eerst in zijn carrière voor Europees voetbal, in de Europa League. Daarin bereikten zijn ploeggenoten en hij in 2020/21 de kwartfinale. Herrera scoorde dat toernooi vijf keer, waaronder twee keer in de knock-outfase tegen Napoli. Na twee jaar Granada verhuurde Manchester City Herrera gedurende seizoen 2021/22 aan Espanyol en gedurende 2022/23 aan Girona. Hij stapte in juli 2023 uiteindelijk definitief over naar Girona.

## Clubstatistieken
| Seizoen     | Club               | Competitie          | Competitie | Competitie | Beker | Beker | Internationaal | Internationaal | Totaal | Totaal |
| Seizoen     | Club               | Competitie          | Wed.       | Dlp.       | Wed.  | Dlp.  | Wed.           | Dlp.           | Wed.   | Dlp.   |
| ----------- | ------------------ | ------------------- | ---------- | ---------- | ----- | ----- | -------------- | -------------- | ------ | ------ |
| 2015        | Atlético Venezuela | Primera División    | 0          | 0          | 0     | 0     | —              | —              | 0      | 0      |
| 2015        | Monagas SC         | → Segunda División  | 29         | 4          | 1     | 0     | —              | —              | 30     | 4      |
| 2016        | Atlético Venezuela | Primera División    | 32         | 3          | 1     | 0     | —              | —              | 33     | 3      |
| 2016/17     | Manchester City    | Premier League      | 0          | 0          | 0     | 0     | —              | —              | 0      | 0      |
| 2017        | → New York City    | Major League Soccer | 20         | 1          | 0     | 0     | —              | —              | 20     | 1      |
| 2018        | → New York City    | Major League Soccer | 18         | 0          | 0     | 0     | —              | —              | 18     | 0      |
| 2018/19     | → SD Huesca        | Primera División    | 16         | 0          | 0     | 0     | —              | —              | 16     | 0      |
| 2019/20     | → Granada          | Primera División    | 30         | 2          | 6     | 0     | —              | —              | 36     | 2      |
| 2020/21     | → Granada          | Primera División    | 32         | 3          | 2     | 0     | 12             | 5              | 46     | 8      |
| 2021/22     | → Espanyol         | Primera División    | 23         | 1          | 0     | 0     | —              | —              | 23     | 1      |
| 2022/23     | → Girona           | Primera División    | 20         | 2          | 0     | 0     | —              | —              | 20     | 2      |
| Club totaal | Club totaal        | Club totaal         | 220        | 16         | 10    | 0     | 12             | 5              | 242    | 21     |

Bijgewerkt t/m 9 augustus 2023

## Interlandcarrière
Herrera maakte deel uit van Venezuela –17 en Venezuela –20. Hij nam in 2017 met Venezuela onder twintig deel aan zowel het Zuid-Amerikaans kampioenschap –20 als het WK –20. Zijn ploeggenoten en hij bereikten op het laatstgenoemde toernooi de finale. Die verloren ze met 0–1 van Engeland –20. Herrera speelde alle zeven wedstrijden dat toernooi van begin tot eind.
Herrera werd negen keer eerder opgeroepen voor het Venezolaans voetbalelftal voor hij op 12 oktober 2016 daadwerkelijk mocht debuteren. Hij kwam die dag in de 84e minuut in het veld als vervanger voor Arles Flores tijdens een met 0–2 verloren WK-kwalificatiewedstrijd thuis tegen Brazilië. Zijn eerste doelpunt volgde in zijn vijfde interland, het enige doelpunt van de wedstrijd in een WK-kwalificatieduel tegen Paraguay. Herrera had twaalf interlands achter zijn naam staan toen bondscoach Rafael Dudamel hem opnam in zijn selectie voor de Copa América 2019, zijn eerste eindtoernooi. Hierop kwam hij drie keer in actie.
1 Carlos ·
3 Gutiérrez ·
4 Martínez ·
5 López ·
6 Van de Beek ·
7 Stuani  ·
8 Tsyhankov ·
9 Ruiz ·
10 Asprilla ·
11 Danjuma ·
13 Gazzaniga ·
14 Romeu ·
15 Juanpe ·
16 Francés ·
17 Blind ·
18 Krejčí ·
19 Miovski ·
20 Gil ·
21 Herrera ·
22 Solís ·
23 Martín ·
24 Portu ·
25 López ·
27 Misehouy ·
Coach: Míchel